# Granby, Connecticut
Granby är en kommun (town) i Hartford County, Connecticut, USA, med cirka 10 347 invånare (2000).  Den har enligt United States Census Bureau en area på 105,7 km².